# Pseudechis
Pseudechis – rodzaj jadowitych węży z rodziny zdradnicowatych (Elapidae).

## Zasięg występowania
Rodzaj obejmuje gatunki występujące na Nowej Gwinei i w Australii.

## Systematyka

### Etymologia
- Pseudechis: gr. ψευδος pseudos „fałszywy”; εχις ekhis, εχεως ekheōs „żmija”[2].
- Alecto: w mitologii greckiej Alecto lub Allecto (gr. Ἀληκτώ Alēktṓ, pol. Alekto), była jedną z trzech Eryni, zwykle przedstawianych w czerni, z głową owiniętą wężami i oddychającą zarazą, wojną oraz zemstą[9]. Gatunek typowy: Trimeresurus leptocephalus Lacépède, 1804 (= Coluber porphyriacus Shaw, 1794).
- Cannia: gr. καννη kannē „trzcina”[4]. Gatunek typowy: Naja australis J.E. Gray, 1842.
- Panacedechis: gr. πανακεια panakeia „uniwersalny lek, panaceum”; εχις ekhis, εχεως ekheōs „żmija”[5]. Gatunek typowy: Pseudechis colletti Boulenger, 1902.
- Pailsus: Roy Pails (ur. 1956), australijski hodowca gadów[6]. Gatunek typowy: Pailsus pailsei Hoser, 1998.

### Podział systematyczny
Do rodzaju należą następujące gatunki:
- Pseudechis australis – mulga zwyczajna[10]
- Pseudechis butleri
- Pseudechis colletti
- Pseudechis guttatus
- Pseudechis pailsei
- Pseudechis papuanus
- Pseudechis porphyriacus
- Pseudechis rossignolii
- Pseudechis weigeli